# Christian Höreth
Christian Höreth (* 3. März 1970 in Bayreuth) ist ein deutscher Moderator und Sportreporter.

## Leben
Seit 2002 war er als offizieller Tourmoderator von Boris Becker in ganz Europa unterwegs (über 70 Showkämpfe). Darüber hinaus moderierte er in Hamburg am Rothenbaum (Masters), in Halle (Westf.) (Gerry Weber Open) und in Stuttgart (Mercedes Cup) einige der wichtigsten deutschen Tennisturniere. 2012 kam er erstmals als Platzsprecher des Deutschen Davis-Cup-Teams in Bamberg (Argentinien) und Hamburg (Australien) zum Einsatz. Als Sportreporter hat er bei der Fußball-WM 2006 in Deutschland gearbeitet und darüber hinaus für das Internet-Radio des FC Bayern München und für die Deutsche Fußball Liga (Liga Live) über 100 Bundesliga- und Champions-League-Spiele live kommentiert. Christian Höreth hat zwischen 2000 und 2023 VIERZEHN Rundfunkpreise gewonnen (zehn bayerische Hörfunk-Hauptpreise in den Sparten Moderation, Comedy, tagesaktuelle Berichterstattung, Reportage, Hörspiel und Kultur sowie drei Rundfunkpreise der Metropolregion Nürnberg in den Kategorien Comedy, tagesaktuelle Berichterstattung und Unterhaltung). 2018 gewann er den Jugend-Radiopreis „Hört hört“. 2008 war er für den Bayerischen Rundfunkpreis in der Kategorie Comedy nominiert, 2003 schaffte er es bis ins Finale des ffn-comedy-awards. In den Jahren 2012 und 2013 moderierte er in Deutschland und der Schweiz als Conférencier die Schottische Musikparade – unter anderem im Gewandhaus in Leipzig und im Circus Krone in München.
Sein Stammsender ist Radio Mainwelle in Bayreuth. Hier war er seit 1994 zunächst als Sportchef, später als Redaktionsleiter und Magazinchef tätig. Ab 1995 moderierte er als Anchorman die Morningshow von Radio Mainwelle. Als Sportreporter hat er bereits für zahlreiche andere Sender gearbeitet. Er ist Hallensprecher bei den Erstliga-Basketballern von medi bayreuth (früher BBC Bayreuth) sowie Stadionsprecher bei den Bayreuth Tigers in der DEL2 und bei der SpVgg Bayreuth in der Regionalliga und in der 3. Liga. Er war aber auch mehrfach als Stadionsprecher für die SpVgg Greuther Fürth im Einsatz. Für die Bayreuther Magazine Punkt und Pampa schrieb er über 100 Glossen und Kolumnen. Als Moderator ist er in ganz Deutschland unterwegs (u. a. Hannover Messe, überregionale Modenschauen, FC Bayern Opel-Tour, Richard Wagner-Festspiele). Gemeinsam mit seinem Kollegen Jürgen Rank gründete er 2001 ein eigenes Fußballmuseum zu Ehren seines Lieblingsvereins SpVgg Bayreuth. Seit 2012 ist Christian Höreth wieder Redaktionsleiter bei Radio Mainwelle. Von 2013 bis 2019 war er Geschäftsführer für PR und Marketing bei der SpVgg Bayreuth, deren Stadionsprecher er noch immer ist.
Seit Anfang 2015 moderiert er eine personalisierte Sendung am Nachmittag: Die Christian Höreth-Show. Für die Moderation dieser Sendung wurde er 2023 mit dem Bayerischen Rundfunkpreis ausgezeichnet – dem Publikumspreis. Mit insgesamt 30.000 Stimmen von Bayerns Radio-Hörern landete er dabei auf den Plätzen eins (Moderation) und zwei (Comedy).
Unter dem Namen Einfach lecker moderiert er im Fernsehen mit wechselnden oberfränkischen Köchen regelmäßig eine Koch-Show beim Regionalsender TVO.

## Rundfunkpreise
- 2000: Zwei Hauptpreise der Bayerischen Landesmedienzentrale München[2]
- 2002: Hauptpreis der Bayerischen Landesmedienzentrale München
- 2003: ffn-Comedy-Award: Finale, “Der Muskel von Matthäus”
- 2007: Comedy-Preis der Metropolregion Nürnberg[3][4]
- 2008: 1. Preis der Metropolregion Nürnberg[5]
- 2008: Kategorie “Unterhaltung”, Nebenpreis der Bayerischen Landesmedienzentrale für “Die Bayreuther Spielplatzverordnung aus Sicht eines kleinen Jungen” (Finale)
- 2010: 2. Preis der Metropolregion Nürnberg (tagesaktuelle Berichterstattung)[6]
- 2013: Hauptpreis der Bayerischen Landesmedienzentrale München[7]
- 2015: Fünfter Hauptpreis der Bayerischen Landesmedienzentrale München[8][9]
- 2018: Jugend-Radiopreis “Hört, hört” für die Hörspiel-Serie über das Weltkulturerbe “Markgräfliches Opernhaus” – als Radio-Coach, Produzent, Regisseur, Autor und Sprecher mit Schülern des Gymnasiums Christian Ernestinum
- 2019: Bayerischer Rundfunkpreis: Hörspiel über die Markgräfin Wilhelmine und ihr Opernhaus (Jury: “Netflix fürs Radio”)